# Anvil Bitch
Anvil Bitch was een Amerikaanse thrashmetalband.

## Artiesten
- Gary Capriotti - zang
- John Plumley - gitaar
- Dave Carr - basgitaar
- Chuck Stadulis - drums

## Discografie
- 1986 - Rise To Offend (New Renaissance)